# Долгое государство Путина
«До́лгое госуда́рство Пу́тина» — политический термин, предложенный Владиславом Сурковым в одноимённой статье для обозначения сложившейся в России модели политического устройства как четвёртого в истории страны типа государства, которые условно могут быть названы именами их создателей: государство Ивана Третьего — Великое княжество / Царство Московское и всей Руси, XV—XVII века; государство Петра Великого — Российская империя, XVIII—XIX века; государство Ленина — Советский Союз, XX век; государство Путина — Российская Федерация, XXI век.
Эта вторая, после суверенной демократии, идеологема из введённых Сурковым в публичную дискуссию о построении новой политической системы в России в условиях завершения «управляемой демократии» и трансформации системы с доминирующей партией.

## Появление понятия
Термин введён в оборот 11 февраля 2019 года в статье, опубликованной в «Независимой газете» с заголовком «Владислав Сурков: Долгое государство Путина: О том, что здесь вообще происходит». Эта идеологема является реакцией автора на термин «глубинное государство», который получил известность в 2017 году при обозначении сторонниками Дональда Трампа утечек информации в СМИ от сотрудников специальных служб и органов исполнительной власти США с целью оказать влияние на президента США.
По мнению Суркова, западные демократии, которые он называет «глубинными государствами», представляют собой скрытую за выставленными напоказ демократическими институтами недемократическую сетевую организацию реальной власти силовых структур. Эта власть, спрятанная глубоко под поверхностью гражданского общества, действует посредством насилия, подкупа и манипуляции. Недоверие, используемое демократией как источник социальной энергии, приводит к абсолютизации критики и повышению уровня тревожности.
Современная модель русского государства построена на доверии — нет деления государства на внешнее и глубинное, так как удержание огромных неоднородных пространств и постоянная геополитическая борьба сделали военно-полицейские функции государства решающими, оттого их не прячут, а демонстрируют. Отсюда две национальные жизни — поверхностная (элита) и глубокая (народ), которые могут проживаться в противоположных направлениях, иногда совпадать, но никогда не сливаться в одну: «Глубинный народ всегда себе на уме, недосягаемый для социологических опросов, агитации, угроз и других способов прямого изучения и воздействия… Своей гигантской супермассой глубокий народ создает непреодолимую силу культурной гравитации, которая соединяет нацию и притягивает (придавливает) к земле (к родной земле) элиту, время от времени пытающуюся космополитически воспарить».

## Оценка концепции
Андрей Злобин: Сурков призывает осмыслить комплекс идей и измерений путинизма на понятном широкой аудитории языке, так как созданная в России политическая система «явно имеет значительный экспортный потенциал».
Александр Халдей: проблема российской элиты в двойной лояльности, но для неё нет выбора между Россией и Западом, так как занять надёжную позицию на чужбине, включая сохранение капитала, уже невозможно. Народ в России плохо относится к такой элите, и только Путин удерживает народ от агрессивной реакции на действия элиты, создавая механизмы обуздания аристократии — именно эти механизмы после ухода Путина позволят государству сохранять устойчивость.
По мнению Олега Носковича, в представленной Сурковым модели государства Путина, между президентом и избравшим его народом — пропасть, заполненная бюрократическими структурами. В такой ситуации президент не может не быть лидером нации. Нынешний президент таковым является, но есть риск, что на смену ему может прийти президент, которому его личные качества не позволят стать лидером нации. Следовательно, для устойчивости и эффективности государства Путина требуется построение зрелого гражданского общества. Главный недостаток концепции — отсутствие темы экономического развития как основы любого государства. Кроме того, никакой идеологии государство Путина не предложило. А ведь только на базе идеологии можно приступать к экономическим преобразованиям, определившись, на что делать ставку — либо на индивидуализм и свободу предпринимательства, либо на коллективизм и государственное регулирование, либо на их симбиоз.
Олег Доброчеев указывает на длинноволновую природу российской истории и определяет современное положение страны как очередную предреволюционную ситуацию. Заслуга Суркова в том, что он сейчас поднял вопрос о предназначении России Путина. Поэтому Россия Путина, по мнению Доброчеева, представляется скорее второй волной социального государства, а не, например, империи или царства — это проект «СССР 2.0». Но такое название условно, так как дважды в один и тот же цикл войти нельзя. Поэтому Россию Путина можно рассматривать как вторую после Советской России сверхдлинную — около 300 лет — историческую волну, идущую вслед за династией Романовых.
Виктор Титов, старший научный сотрудник Финансового университета, в исторических моделях российской государственности выделяет следующие константы, характерные для российской политической культуры: 1) посткризисный характер национально-государственного строительства; 2) императив сильной власти, которая носит персонализированный характер, опирается на символическую фигуру правителя; 3) сосуществование не конкурирующих, а «параллельных» институтов властно-общественного взаимодействия; 4) социальный императив меритократии как противовес формальным правовым нормам и административным иерархиям. Титов отмечает: «Оборотная сторона всех „долгих государств“ в российской истории — развитие деструктивной формы обратной связи, драматическим следствием которой нередко становится импульсивный протест — „русский бунт“ во всех его форматах».
Арег Галстян считает, что статья Суркова стала началом для выработки в 2019 году нового этапа в идеологии путинизма — синтеза принципов, остававшихся неизменными на протяжении всех исторических этапов развития России. Основу этой идеологии составляет суверенная демократия, и потому процесс демократизации и становления зрелого гражданского общества в России неизбежен, но не по каким-либо зарубежным моделям — западным или азиатским. Путин создал новую в истории страны модель политических коммуникаций — устранил весь бюрократический аппарат и напрямую общается с народом, подобно тому, как это в США сделали президенты Рузвельт (посредством радио), Рейган (телевидение) и Трамп (интернет). В итоге, в современной России, где население поддерживает эволюционный курс путинизма, серьёзных предпосылок для революции нет.

## Критика
По мнению политологов Андрея Колядина и Аббаса Галлямова, статья о «путинизме» написана Сурковым для одного читателя — Путина — с целью повлиять на президента России, который не может баллотироваться на следующий срок в 2024 году. Политолог Любовь Болтенкова указывает на отсутствие упоминания о Борисе Ельцине как первом президенте России, заложившем фундамент новой страны, а также на принижение ценности политических институтов и выдвижение на этом фоне одного лица.
Владимир Жириновский: описанная Сурковым идеология является детищем ЛДПР, однако в статье о прочности государства не сказано ни слова о русском народе, при этом жёсткая система управления страной создавалась и ранее, но не была сделана ставка на корневой, главный народ страны — из-за чего и рухнули предыдущие типы российского государства.
Владимир Маленкович, украинский политолог: «В понятие народ, замечу, Сурков включает далеко не всех россиян, среди которых немало людей думающих, склонных к рефлексии, критике, а такие правителю не нужны, так как повышают „уровень тревожности“… Уверен, Сурков ошибается: консервации на десятилетия ретроградного „государства Путина“ не будет — в обозримом будущем Россия вступит на путь демократических реформ».
Питер Ельцов, профессор Национального Университета Обороны, США: «Владислав Сурков, давний помощник Путина, утверждает, что Россия вступила в новый исторический этап: „долгое государство Путина“, глобальная идеология, которая, по его словам, имеет такую же привлекательность для последователей, как и марксизм. На самом деле путинизм — это пламенная смесь евразийства и того, что российский ультраконсервативный философ Александр Дугин называет четвёртой политической теорией… Четвёртая политическая теория призвана объединить „лучшее“ из фашизма и коммунизма в новом крестовом походе против либерализма. Дугин предлагает убрать атеизм из коммунизма и расизм из фашизма, в значительной степени продолжая их совместную миссию».
Алексей Кива, главный научный сотрудник Института востоковедения РАН: «Мы совсем не учимся у истории. Можно посещать церковь, как делают многие наши чиновники, но при этом не знать библейской заповеди: „Не сотвори себе кумира“. А в ней отражены мудрость и опыт сотен поколений. Напомню: не успел Владимир Путин стать президентом, как с разных сторон полилась на него лесть… Владислав Юрьевич не должен скромничать: он внёс в это учение немало собственных новаций, и оно по праву должно называться „путинизм-сурковизм“».
Александр Ципко, главный научный сотрудник Института экономики РАН: «Мы третируем реальные проблемы жизни … во имя мифа Владислава Суркова о „долгой России“. Но замена мифа о грядущей победе коммунизма во всемирном масштабе мифом о грядущем русском великодержавии как раз и привела к оправданию коммунистического эксперимента, к отказу от моральной оценки преступлений против собственного народа, совершённых большевистской властью».

## Значимость
Статья «Долгое государство Путина» выполнена в духе антиутопии, неотделимой от гротеска. Сурков — первый, кто перевёл тему «Россия после Путина» из прогностической плоскости в политическую, предложив подумать о Путине как о мифологическом герое: статья превращает реальный образ Путина в отстранённый исторический миф. В «Независимой газете», опубликовавшей статью Суркова, в рубрике «Идеи и люди» вышла серия статей как реакция научного сообщества на заявление «главного интеллектуала президентской администрации», которое «свидетельствует о том, что разочарование в европейском выборе России и ее новая — евразийская — ориентация стали результатом длительного и болезненного процесса, реакцией на развитие международной ситуации, а не следствием изначальной антиевропейскости Путина или российской элиты в целом».
Статья Суркова вызвала негативную реакцию либеральной оппозиции, а критики либерализма восприняли её как манифест рациональных путинистов — в публикации чётко обозначается путинизм как практика настоящего и идеология будущего, метафора о «глубинном народе» стала политическим мемом и вошла в топ-3 номинации «Антиязык» конкурса «Слово года — 2019». С точки зрения государственников, путинская политическая машина создана для нынешних запросов — мировых и внутренних: когда Путин строил эту страну, то брал от всех русских моделей понемногу, и путинский тип государства сменил ленинскую модель (между ними было «смутное ельцинское время»), и в этой системе нет места тем, кто пытается собственные бизнес-интересы поставить выше задач государства, при этом такая система состоит из широкого набора практик: штаб власти — Администрация президента, партия власти — «Единая Россия», силовые структуры, механизм управления государственной собственностью (ликвидировавший «семибанкирщину» позднего Ельцина), национальная идеология.
Появление статьи о «долгом государстве Путина» было отмечено российскими и иностранными СМИ. Алексей Пушков назвал эту публикацию статьёй года. Тема получала комментарии пресс-секретаря президента РФ Дмитрия Пескова. Обсуждение идеологемы «долгого государства Путина» в российских и иностранных изданиях привело сначала к призыву Суркова изучать путинизм «как действующую идеологию повседневности со всеми его социальными инновациями и продуктивными противоречиями», а затем к критике этой инициативы: «правление Путина не имеет единственной определяющей идеологии: тяга к советскому патернализму тут сочетается с буржуазным накоплением, уваровская триада „православие, самодержавие, народность“ — с брежневской стабильностью… Сурков пытается донести до истеблишмента и обывателей, что иная модель государства в России невозможна, и одновременно стремится стать ключевым интерпретатором путинизма».

## Владимир Путин о перспективах государства
Журнал «Эксперт» отмечает, что в отличие от концепции «живой конституции», которая созвучна идеям председателя Конституционного суда РФ Валерия Зорькина (опубликовавшего в октябре 2018 года резонансную статью «Буква и дух Конституции») и принята на вооружение российской элитой, идеологема Суркова, в 2019 году заинтересовавшая интеллектуалов, не вошла в лексикон первых лиц страны и не используется в определении образа будущего России. Но актуализированный при обсуждении идеологемы о «долгом государстве Путина» вопрос о факторе лидера в развитии суверенного геополитического образования присутствует в публичных высказываниях Владимира Путина об истории России и моделировании политической системы страны на будущие десятилетия. Так, на 15-й большой пресс-конференции президента России, состоявшейся 19 декабря 2019 года, Путин роль Владимира Ленина в истории страны обозначил как закладку «мины под российскую государственность, которая складывалась тысячу лет» и обратил внимание на ошибки ленинского решения переделать унитарную Россию в федеративную, следствием чего стала работа Путина в течение многих лет по исправлению последствий распада СССР — «геополитической катастрофы XX века», когда боролся с сепаратизмом регионов, терроризмом на Кавказе, возвращал Крым. Но Ленин (создатель третьего типа государства в модели Суркова) не преследовал задачи развалить страну — имела место недальновидность. Говоря об ответственности правителя, инициирующего кардинальные перемены в государственном устройстве, и необходимости политической конкуренции Путин так же обратился к советскому опыту: «Они связали будущее страны со своей собственной партией, и потом в конституции кочевало это из одного основного закона в другой. Как только партия затрещала, начала рассыпаться — за ней начала рассыпаться и страна». Преемник Путина будет вынужден работать в новых традициях политической системы — как минимум, это частая смена первых лиц страны и, как следствие, бо́льшая активность элит и многообразие политических концепций. Изменится место и роль «партии власти»: «Единую Россию» Путин не упомянул ни разу за четыре часа общения с журналистами; ОНФ — трижды; возвращение политической конкуренции — дважды.